# William Symonds
Sir William Symonds, Fellow of the Royal Society of Canada e membro dell'Ordine del Bagno (Bury St Edmunds, 24 settembre 1782 – Stretto di Bonifacio, 30 marzo 1856), è stato un ingegnere e Surveyor of the Navy inglese della Royal Navy dal 9 giugno 1832 all'ottobre 1847, e prese parte alle riforme navali istituite dal Whig First Lord of the Admiralty Sir James Robert George Graham nel 1832..

## Biografia

### Primi anni di vita
Era il secondo figlio di un capitano di marina, Thomas Symonds (1731-1792), e della sua seconda moglie. Andò per la prima volta in mare nel settembre 1794 a bordo della HMS London. In servizio nella flotta di Lord Bridport nella battaglia di Groix il 23 giugno 1795 e durante l'ammutinamento di Spithead del 1797, fu promosso luogotenente il 14 ottobre 1801. Tuttavia, nonostante il servizio in mare per tutta la durata delle guerre napoleoniche (in cui l'esperienza di essere superato dalle navi francesi gli lasciò un'ossessione per la velocità, i fasci larghi e il design tagliente nei suoi successivi progetti per le navi a vela) e mostrando un'ottima marineria, non fu promosso ulteriormente (anche se tra il 1819 e il 1825 fu capitano del porto di Malta).

### Esperimenti di architettura navale
Utilizzando un'eredità minore dell'ammiraglio Sir William Cornwallis (che lasciò il suo patrimonio alla vedova del suo migliore amico, sorella di Symonds), nel 1821 Symonds costruì uno scafo sperimentale, che fu copiato dal ricco diportista George Vernon, che contribuì alla sua pubblicazione di un opuscolo sull'architettura navale. Inoltre Vernon convinse l'Ammiragliato ad assumere Symonds come progettista di corvette, con promozione a comandante, con la sua fideiussione con un vincolo di 20.000 sterline qualora Symonds dovesse fallire nei suoi progetti, e presentandolo poi al Duca di Portland nel dicembre 1826. Dei suoi due progetti di scafi per il Duca, solo HMS Pantaloon fu poi acquistato dall'Ammiragliato per essere adattato come bricco con 10 cannoni. Quando Portland entrò nel Gabinetto di George Canning nell'aprile del 1827, promosse Symonds come progettista del Lord High Admiral, il Duca di Clarence, che nominò Symonds per lo scafo reale e gli concesse il titolo di capitano il 5 dicembre dello stesso anno. Le prove di navigazione nel 1827 e nel 1831 furono vinte dalle proposte di Symonds e (con l'adesione di Clarence come Guglielmo IV, l'abolizione di Whig del Consiglio della Marina e del ministero del Conte Grey) fu assunto per progettare una fregata da 50 cannoni, che chiamò HMS Vernon in onore del suo mecenate.

### Naval surveyor
Symonds fu nominato Surveyor of the Navy il 9 giugno 1832 da Sir James Graham, il primo Lord Whig dell'Ammiragliato. Era destinato a controllare i cantieri navali e il programma di costruzione navale della Marina, ma (grazie al suo titolo di Surveyor of the Navy e alla formulazione vaga delle istruzioni impartitegli) iniziò anche ad intromettersi nella progettazione delle navi, costringendo la Marina ad adottare i suoi progetti nonostante la sua forte opposizione a questo, al fatto che la sua nomina fosse politica piuttosto che basata sull’attitudine, e alla sua posizione di favorito del re (che, ad esempio, omise di informare l'Ammiragliato della sua intenzione di nominarlo Knight Bachelor, e lo fece il 15 giugno 1836 al St. James's Palace). Nel giugno 1835 divenne anche membro della Royal Society.
La progettazione navale non era la parte più importante del ruolo di Surveyor che aveva avuto, e così Symonds fu il primo ad essere stato un progettista navale amatoriale piuttosto che un maestro d'ascia professionista. Tuttavia, le osservazioni e l'esperienza acquisita in questo tipo di progettazione gli permisero di introdurre cambiamenti radicali nella progettazione navale, come l'allargamento delle travi delle navi della Marina e rendere i loro fondi più cuneiformi (per diminuire la quantità di zavorra necessaria e aumentare la stabilità, la velocità, lo stivaggio e il peso delle armi che potevano essere trasportate). (Tuttavia, con il declino della navigazione a vela, la maggior parte dei grandi progetti in legno di Symonds - più grandi, con armamenti più pesanti, con travi più larghe, più spaziose per il lavoro con i fucili e armamenti più pesanti che mai - divennero obsoleti e furono successivamente convertiti in vogatori a vapore).
Durante il suo mandato, ha anche accolto la proposta di George Rennie di creare compartimenti stagni sulle navi (cosa che Samuel Bentham aveva già suggerito alla Royal Navy). Nel 1840 pubblicò privatamente un libro di bozzetti di uomini di guerra e scafi, con il titolo Naval Costumes. Viaggiò anche molto oltreoceano, osservando accuratamente le risorse di legname e le flotte di potenze straniere come le flotte russe del Baltico e del Mar Nero (la cui inefficienza in un periodo di accresciuta tensione anglo-russa si rivelò un'osservazione utile). Questo ha informato il suo resoconto delle forniture di quercia britannica dalla foresta di Dean e della New Forest, ha migliorato le forniture di legname e (insieme ad un nuovo mezzo di costruzione inventato dal talentuoso capo ufficio dei Surveyor, John Edye, che ha anche fornito i dettagli per gli oltre 200 progetti di Symonds per la Marina) ha permesso a Symonds di creare navi da guerra in legno più grandi. Queste erano in grado non solo di sconfiggere un nemico con la potenza di fuoco (come la Marina era stata in grado di fare da lungo tempo), ma anche di inseguirle e forzare la battaglia. Nonostante la sua sensazione che il vapore fosse solo un'aggiunta alla marina a vela piuttosto che il futuro della propulsione navale (sulla base della sua corretta affermazione che la poppa di una nave da guerra di legno sarebbe stata indebolita dall'aggiunta di una elica a vapore), Symonds produsse anche alcuni progetti di ruote a pale a vapore.
Tuttavia, la scuola "empirica" di costruzione navale di Symonds entrò in conflitto sia con la scuola "scientifica" guidata dalla nuova classe di architetti navali professionisti e dalla prima School of Naval Architecture (chiusa nel 1832), sia con la scuola "tradizionale" guidata dai maestri d'ascia della Royal Dockyards. Autocratico in ufficio, esigendo obbedienza e sostegno di subordinati e superiori allo stesso modo, e prendendo come personale qualsiasi minima critica o suggerimento di modifica dei suoi progetti, si rivolse ai suoi avversari nell'opuscolo Facts versus Fiction (1844). Determinato a dimostrare i fallimenti dei progetti di Symonds, il nuovo Tory Lord commissari dell'ammiragliato inviò successive "Experimental Squadron" nel 1844, 1845 e 1846. Fattori esterni come il pregiudizio politico dei singoli capitani o l'influenza di stivaggio su come una nave salpava erano sottovalutati in queste prove - il successo dei progetti di Symonds dipendeva dall'abilità dei loro capitani (si comportavano male sotto quelli maldestri, o quelli contrari a lui, ma molto bene sotto i comandanti esperti) - mentre le sue navi più grandi erano veloci ma non adatte ad essere usate come piattaforme per armi a causa del rotolamento troppo rapido. Tuttavia si comportavano bene in tutte le condizioni meteorologiche, tranne che nelle peggiori. Tuttavia, di fronte all'istituzione nel 1846 di un "Comitato di riferimento" da parte di Lord Ellenborough del Tory First Sea Lord per supervisionare Symonds e modificare i suoi progetti secondo i desideri della commissione, un ordine per modificare radicalmente il suo progetto di una nuova nave da 90 cannoni e la perdita di gran parte del suo supporto del Whig anche al loro ritorno al potere nel luglio 1846, Symonds si dimise dal suo ruolo nell'ottobre 1847 (pur mantenendo l'appoggio continuo del Duca di Portland), e fu sostituito da Sir Baldwin Walker.

### Pensionamento
Nonostante la sua disgrazia, gli fu concesso un Ordine del Bagno (civile) il 1º maggio 1848, e nel giugno 1853 James Graham, divenuto nuovamente First Sea Lord, fu convinto dal Duca di Portland a riprendere Symonds, come Aide-de-Camp navale della Regina. Divenuto retroammiraglio in pensione l'anno successivo, lui e la sua terza moglie da allora in poi vissero all'estero, principalmente a Malta e in Italia, per motivi di salute. Morì in mare nel 1856, in viaggio da Malta a Marsiglia, e fu sepolto nel cimitero protestante di quest'ultimo. Il suo testamento richiedeva la pubblicazione di una biografia a suo favore - questo ripeteva le argomentazioni sui suoi progetti di barche a vela, nonostante la Marina avesse da tempo abbandonato la navigazione a vela entro questa data.

## Famiglia
Il 21 aprile 1808 William sposò Elizabeth Saunders Luscombe, figlia di Matthew Luscombe di Plymouth, dalla quale ebbe:
- Theresa Aubrina Symonds
- William Cornwallis Symonds, figlio maggiore, che divenne capitano dell'esercito, membro della Royal Geographical Society e Vice Ispettore Generale della Nuova Zelanda. Annegato nel novembre 1841 quando una barca che lo trasportava attraverso il Manukau Harbour si capovolse.[4] Symonds Street ad Auckland porta il suo nome.
- Thomas Symonds, secondo figlio
- John Jermyn Symonds, che rimase in Nuova Zelanda dopo la morte del fratello William;[5] da lui prende il nome la Symonds Street a Onehunga.
- Julian Frederick Anthony Symonds, surveyor dell'esercito

Dopo la morte di Elizabeth, William si risposò il 10 marzo 1818 con Elizabeth Mary, figlia del retroammiraglio Philip Carteret, di Trinity Manor, Jersey. Dopo la sua morte, si risposò una terza e ultima volta, nel 1851, con Susan Mary, figlia del reverendo John Briggs.

### Libri
- (EN) The Royal Society, List of Fellows of the Royal Society 1660 – 2007 (PDF), luglio 2007.
- (EN) Andrew D. Lambert, The last sailing battlefleet: maintaining naval mastery 1815-1850, collana Conway's History of Sail Series, Londra, Conway Maritime Press, 1991, ISBN 9780851775913, LCCN 91198664.
- (EN) Arthur Stanley Turberville, A history of Welbeck Abbey and its owners 1755-1879, vol. 2, Londra, Faber, 1939, OCLC 504007394.
- (EN) Christopher John Bartlett, Great Britain and sea power: 1815-1853, Oxford, Clarendon Press, 1963, LCCN 11901118, OCLC 876713413.
- (EN) D. K. Brown e Great Britain Royal Navy, Before the ironclad: development of ship design, propulsion and armament in the Royal Navy, 1815-60, Londra, Conway Maritime Press, 1990, ISBN 9780851775326, OCLC 635996739.
- (EN) Frederic Boase, Modern English biography: containing many thousand concise memoirs of persons who have died between the years 1851-1900 ; with an index of the most interesting matter, Londra, Cass, 1965, OCLC 215828496.
- (EN) Guy Scholefield, A Dictionary of New Zealand Biography: M–Addenda (PDF), vol. 2, Wellington, Dept. of Internal Affairs, 1940, OCLC 813655153.
- (EN) J. Murray, Obituary, in The Journal of the Royal Geographic Society of London, vol. 12, Londra, J. Murray, 1842, LCCN 02055456.
- (EN) James A. Sharp, Memoirs of the Life and Services of Rear-Admiral Sir William Symonds, Kt, C.B., F.R.S., Surveyor of the Navy from 1832 to 1847: with Correspondence and other Papers relative to the Ships and Vessels Constructed upon his Lines, as Directed to be Published under his Will, Londra, Longman, Brown, Green, Longmans, and Roberts, 1858, LCCN 13003364, OCLC 464478232.

### Pubblicazioni
- (EN) F. Jefferies, Death. Arranged in chronological order., in The Gentleman's Magazine, vol. 208, gennaio-giugno, Londra, 1860.
- (EN) Andrew Lambert, Symonds, Sir William (1782–1856), naval officer and naval architect | Oxford Dictionary of National Biography, su oxforddnb.com.
- (EN) British-Dutch Maritime History Conference e Peter J. Hugill, Shipping, Technology, and Imperialism: Papers Presented to the Third British-Dutch Maritime History Conference (review), in Technology and Culture, vol. 39, n. 4, 1º ottobre 1998,  pp. 799–801, DOI:10.1353/tech.1998.0077, ISSN 0040-165X (WC · ACNP).

### Altri
- Cape Town University Library, Walker manuscripts (MSS)
- NMM, Minto MSS · TNA: PRO, Admiralty MSS
- University of Nottingham Library, Portland MSS
- British Library, Martin MSS and Peel MSS
- National Archives, Ellenborough MSS
- Royal Military College of Canada, Kingston, Ontario, Massey Library, bound plans relating to system of classifying ships